# OMONによるリトアニア国境検問所襲撃事件
複数回にわたるOMONによるリトアニア国境検問所襲撃はリトアニアが1990年3月11日にソビエト連邦（以下ソ連）から独立を宣言したことを発端とする、ソビエト連邦内務省の治安維持部隊であるOMONがリトアニアの国境検問所を襲撃した事件である。
ソビエト構成国時代のリトアニアには国境警備隊が存在しなかった。
独立を宣言したリトアニア共和国はリトアニア国境警備隊を組織しECによる国際承認の1991年8月を迎えた.
しかし、ソビエト連邦はリトアニア共和国による国境警備隊の組織をよしとせず  OMON (Special Purpose Police Unit) の兵士をリトアニア東部国境（特にベラルーシとの国境）に派遣した。 幾ばくかの武装していない国境警備隊の職員らや警察官らはOMONの兵士による攻撃を受け殺害された。車両は盗まれ、検問所は燃やされた。複数回にわたる襲撃により 60名の職員が負傷し、7名が死亡、23の検問所が破壊された。